# Дінкелланд
Дінкелланд (нід. Dinkelland, нід. вимова: [ˈdɪŋkəllɑnt] ( прослухати)) — муніципалітет у Нідерландах, у провінції Оверейсел, на кордоні з Німеччиною.

## Населені пункти муніципалітету
Міста
- Денекамп
- Отмарсюм

Села
- Версело
- Дернінген
- Латтроп
- Норд-Дернінген
- Россюм
- Сасвелд
- Тіллігте

Селища
- Ауд-Отмарсюм
- Брекленкамп
- Волте
- Гаммелке
- Грот-Агело
- Дюлдер
- Клейн-Агело
- Лемсело
- Нюттер

## Топографія
Нідерландська топографічна карта  муніципалітету Дінкелланд, червень 2015 року

## Визначні мешканці
- Йоган Бартольд Йонкінд (1819 в Латтропі – 1891) — нідерландський художник-пейзажист
- Ромео Даллер (нар. 1946 в Денекампі) — канадський сенатор, письменник і генерал у відставці
- Фелікс вон Гейден (1890 у Версело – 1982) — нідерландський футболіст і тенісист